# Anisobas turcator
Anisobas turcator là một loài tò vò trong họ Ichneumonidae.